# 維利沙尼克
49°26′44″N 23°14′12″E / 49.44556°N 23.23667°E
維利沙尼克（烏克蘭語：Вільшаник），是烏克蘭西部的村莊，隸屬利維夫州的桑比爾區。該村始建於1423年，面積13.59平方公里，海拔高度313米，人口1,200，人口密度每平方公里80.79人。